# Shizong
Shizong léase Shi-Tzóng (en chino:师宗县, pinyin:Shīzōng  xiàn) es un condado bajo la administración directa de la ciudad-prefectura de Qujing. Se ubica al este de la provincia de Yunnan, sur de la República Popular China. Su área es de 2858 km² y su población total para 2010 fue de más de 300 mil habitantes.

## Administración
El condado de Shizong se divide en 8 pueblos que se administran en 5 poblados y 3 villas.